# Magneuptychia nortia
Magneuptychia nortia är en fjärilsart som beskrevs av William Chapman Hewitson 1862. Magneuptychia nortia ingår i släktet Magneuptychia och familjen praktfjärilar. Inga underarter finns listade i Catalogue of Life.